# Weronika Falkowská
Weronika Falkowská (* 17. června 2000 Varšava) je polská profesionální tenistka. Ve své dosavadní kariéře na okruhu WTA Tour nevyhrála žádný turnaj. V sérii WTA 125 vybojovala dvě deblové trofeje. V rámci okruhu ITF získala šest titulů ve dvouhře a devatenáct ve čtyřhře.
Na žebříčku WTA byla ve dvouhře nejvýše klasifikována v lednu 2023 na 240. místě a ve čtyřhře v srpnu téhož roku na 83. místě. Trénuje ji Pawel Bojarski.
V polském týmu Billie Jean King Cupu debutovala v roce 2023 astanským kvalifikačním kolem proti Kazachstánu, v němž prohrála dvouhru s Rybakinovou a po boku Rosolské získaly jediný bod ve čtyřhře. Kazachstánky zvítězily 3:1 na zápasy. Do roku 2024 v soutěži nastoupila ke dvěma mezistátním utkáním s bilancí 0–1 ve dvouhře a 1–1 ve čtyřhře.

## Tenisová kariéra
Na okruhu WTA Tour debutovala červencovým BNP Paribas Poland Open 2021 v Gdyni. Do dvouhry postoupila až jako šťastná poražená z kvalifikace, když v jejím závěru podlehla Ukrajince Kateryně Bondarenkové z třetí stovky žebříčku. Na úvod singlové soutěže stejné ukrajinské hráčce porážku oplatila a ve druhém kole podlehla Němce Tamaře Korpatschové z druhé světové stovky. V gdyňské čtyřhře prohrála s krajankou Paulou Kaniovou první utkání proti páru Bondarenková a Piterová. Na varšavský BNP Paribas Poland Open 2022 obdržela divokou kartu. Časnou porážku jí přivodila Chorvatka Petra Martićová ze šesté světové desítky.
Deblové trofeje získala v sérii WTA 125. Se Španělkou Cristinou Bucșovou ovládly Andorrà Open 2022 a s krajankou Katarzynou Kawaovou calijský Copa Oster 2023. Premiérové finále na túře WTA odehrála ve čtyřhře BNP Paribas Warsaw Open 2023, kde startovala opět s Katarzynou Piterovou. V souboji o titul však nestačily na Britku Heather Watsonovou s Belgičankou Yaninou Wickmayerovou po dvousetovém průběhu.

## Finále na okruhu WTA Tour

### Čtyřhra: 1 (0–1)
| Legenda                  |
| ------------------------ |
| D – dvouhra; Č – čtyřhra |
| Grand Slam (0)           |
| Turnaj mistryň (0)       |
| WTA 1000 (0)             |
| WTA 500 (0)              |
| WTA 250 (0–1)            |

| Stav       | č. | datum         | turnaj          | povrch | spoluhráčka        | soupeřky ve finále                    | výsledek |
| ---------- | -- | ------------- | --------------- | ------ | ------------------ | ------------------------------------- | -------- |
| Finalistka | 1. | červenec 2023 | Varšava, Polsko | tvrdý  | Katarzyna Piterová | Heather Watsonová Yanina Wickmayerová | 4–6, 4–6 |

## Finále série WTA 125
| Legenda                  |
| ------------------------ |
| D – dvouhra; Č – čtyřhra |
| WTA 125 (2–1 Č)          |

### Čtyřhra: 3 (2–1)
| Stav       | č. | datum         | turnaj                    | povrch    | spoluhráčka        | soupeřky ve finále                         | výsledek         |
| ---------- | -- | ------------- | ------------------------- | --------- | ------------------ | ------------------------------------------ | ---------------- |
| Vítězka    | 1. | prosinec 2022 | Andorra la Vella, Andorra | tvrdý (h) | Cristina Bucșová   | Angelina Gabujevová Anastasija Zacharovová | 7–6(7–4), 6–1    |
| Vítězka    | 2. | únor 2023     | Cali, Kolumbie            | antuka    | Katarzyna Kawaová  | Kjóka Okamurová Jou Siao-ti                | 6–1, 5–7, [10–6] |
| Finalistka | 1. | červen 2023   | Gaiba, Itálie             | tráva     | Katarzyna Piterová | Han Na-re Čang Su-džong                    | 3–6, 6–3, [6–10] |

## Tituly na okruhu ITF
| Dotace turnajů okruhu ITF | Dotace turnajů okruhu ITF |
| ------------------------- | ------------------------- |
| 100 000 $ tournaments     | 80 000 $ tournaments      |
| 60 000 $ tournaments      | 40 000 $ tournaments      |
| 25 000 $ tournaments      | 15 000 $ tournaments      |

### Dvouhra (6 titulů)
| Č. | datum       | turnaj               | povrch | poražená finalistka          | výsledek      |
| -- | ----------- | -------------------- | ------ | ---------------------------- | ------------- |
| 1. | únor 2021   | Monastir, Tunisko    | tvrdý  | Viktória Morvayová           | 6–3, 6–3      |
| 2. | únor 2021   | Monastir, Tunisko    | tvrdý  | Franciesca Curmiová          | 6–2, 6–0      |
| 3. | březen 2021 | Monastir, Tunisko    | tvrdý  | Sinja Krausová               | 6–3, 7–6(1)   |
| 4. | květen 2021 | Tbilisi, Gruzie      | tvrdý  | Valerija Oljanovská          | 6–4, 6–3      |
| 5. | srpen 2022  | Pärnu, Estonsko      | antuka | Gergana Topalovová           | 7–5, 6–2      |
| 6. | červen 2023 | Pörtschach, Rakousko | antuka | Alexandra Cadanțu-Ignatiková | 4–6, 6–1, 6–1 |

### Čtyřhra (19 titulů)
| Č.  | datum         | turnaj                        | povrch    | spoluhráčka                | poražené finalistky                             | výsledek            |
| --- | ------------- | ----------------------------- | --------- | -------------------------- | ----------------------------------------------- | ------------------- |
| 1.  | říjen 2018    | Čornomorsk, Ukrajina          | antuka    | Anastasija Šošynová        | Anastasija Komarová Ljubov Kostěnková           | 6–2, 6–1            |
| 2.  | listopad 2018 | Šarm aš-Šajch, Egypt          | tvrdý     | Daria Kuczerová            | Anastasija Pribylovová Anna Pribylovová         | 6–3, 3–6, [10–5]    |
| 3.  | září 2019     | Antalya, Turecko              | tvrdý     | Martyna Kubková            | Rina Saigóová Jukina Saigóová                   | 5–7, 6–4, [10–8]    |
| 4.  | říjen 2019    | Šarm aš-Šajch, Egypt          | tvrdý     | Martyna Kubková            | Elena-Teodora Cadarová Jelena Stojanovicová     | 7–5, 6–1            |
| 5.  | říjen 2020    | Monastir, Tunisko             | tvrdý     | Lisa Ponomarová            | Anna Urekeová Jekatěrina Višňevská              | 6–1, 6–0            |
| 6.  | prosinec 2020 | Monastir, Tunisko             | tvrdý     | Julija Hatouková           | Yvonne Cavallé Reimersová Celia Cerviño Ruizová | 6–4, 7–5            |
| 7.  | prosinec 2020 | Monastir, Tunisko             | tvrdý     | Anna Sisková               | Aubane Droguetová Helena Stevicová              | 6–2, 6–2            |
| 8.  | únor 2021     | Monastir, Tunisko             | tvrdý     | Linda Fruhvirtová          | Yasmine Mansouriová Elena Milovanovićová        | 6–3, 6–1            |
| 9.  | únor 2021     | Monastir, Tunisko             | tvrdý     | Viktória Morvayová         | Karola Bejenaruová Zdena Šafářová               | 6–4, 7–5            |
| 10. | květen 2021   | Tbilisi, Gruzie               | tvrdý     | Jenny Dürstová             | Ayla Aksuová Valerija Oljanovská                | 6–3, 6–2            |
| 11. | květen 2022   | Káhira, Egypt                 | antuka    | Océane Babelová            | Caijsa Hennemannová Marija Tkačevová            | 6–4, 6–1            |
| 12. | září 2022     | Collonge-Bellerive, Švýcarsko | antuka    | Jenny Dürstová             | Michaela Bayerlová Jacqueline Cabaj Awadová     | 7–6(5), 6–1         |
| 13. | říjen 2022    | Šibenik, Chorvatsko           | antuka    | Jaimee Fourlisová          | Eleni Christofiová Christina Roscová            | 6–4, 6–2            |
| 14. | říjen 2022    | Trnava, Slovensko             | tvrdý (h) | Lea Boškovićová            | Lu Ťia-ťing Oana Georgeta Simionová             | 7–6(7), 2–6, [10–6] |
| 15. | listopad 2022 | Kirjat Mockin, Izrael         | tvrdý     | Jekatěrina Reyngoldová     | Jasmijn Gimbrèreová Jekatěrina Jašinová         | 4–6, 6–4, [10–4]    |
| 16. | duben 2023    | Pula, Itálie                  | antuka    | Valentini Grammatikopoulou | Angelica Moratelliová Arantxa Rusová            | 6–1, 6–1            |
| 17. | červen 2023   | Pörtschach, Rakousko          | antuka    | Sofia Sewingová            | Elena-Teodora Cadarová Diāna Marcinkēvičová     | 6–1, 6–2            |
| 18. | červen 2023   | Biarritz, Francie             | antuka    | Katarzyna Kawaová          | Conny Perrinová Anna Sisková                    | 7–6(7–2), 7–5       |
| 19. | září 2023     | Vídeň, Rakousko               | antuka    | Irina Baraová              | Melanie Klaffnerová Sinja Krausová              | 6–3, 2–6, [13–11]   |